# Marian Drozdowski (policjant)
Marian Drozdowski (ur. 8 grudnia 1890 w Warszawie, zm. 1940 w Kalininie) – podkomisarz Policji Państwowej, jedna z ofiar zbrodni katyńskiej.

## Życiorys
Syn Wawrzyńca i Agnieszki z Borowskich. Ukończył Szkołę Handlową Zgromadzenia Kupców m. Warszawy. Od sierpnia 1915 roku w Straży Obywatelskiej, od 1 lutego 1916 roku w Milicji Miejskiej, następnie w policji niemieckiej. Od listopada 1918 roku w Urzędzie Śledczym w Warszawie. Od 1 stycznia 1920 roku w Policji Państwowej. Służył m.in. w Komendzie Głównej (1927, 1931), w Centrali Służby Śledczej Ministerstwa Spraw Wewnętrznych (1937) i ponownie w Komendzie Głównej (1938). We wrześniu 1939 roku zastępca kierownika referatu rozpoznawczego Centrali Służby Śledczej MSW.
Po agresji ZSRR na Polskę w 1939 roku znalazł się w niewoli radzieckiej w specjalnym obozie NKWD w Ostaszkowie. Zamordowany przez NKWD w Kalininie (obecny Twer)  wiosną 1940 roku jako jedna z ofiar zbrodni katyńskiej. Pochowany w Miednoje.

## Awans pośmiertny
4 października 2007 roku Marian Drozdowski został pośmiertnie awansowany na stopień komisarza Policji Państwowej.

## Ordery i odznaczenia
- Srebrny Krzyż Zasługi
- Medal Pamiątkowy za Wojnę 1918–1921
- Medal Dziesięciolecia Odzyskanej Niepodległości
- Srebrny Medal za Długoletnią Służbę
- Brązowy Medal za Długoletnią Służbę